# From the Drain
From the Drain ist ein Kurzfilm des kanadischen Regisseurs David Cronenberg. Der Schwarzweißfilm erschien 1967 als David Cronenberg auf einer Filmschule war. In From the Drain kommt zum ersten Mal die Begabung Cronenbergs für das Bizarre zum Vorschein.  

## Handlung
In einer leeren Badewanne sitzen zwei Männer und unterhalten sich. Der ganze Film ist auf diesen Schauplatz und diese zwei Männer zentriert. 
Es wird angedeutet, dass beide Veteranen eines Konfliktes aus der Vergangenheit sind und sich nun in einer Irrenanstalt befinden. 
Der eine Mann, der östlich in der Badewanne sitzt, scheint Angst vor dem Abfluss der Badewanne zu haben. Unentwegt fällt sein Blick auf ihn. Der zweite Mann hat keine Angst vor dem Abfluss und versucht dem ersten auszureden, dass er sich vor dem Abfluss fürchten muss. Der zweite Mann fordert den ersten auf, die Plätze zu tauschen. Nachdem er eine Weile noch ängstlich ist, folgt er schließlich der Bitte. Der erste Mann verliert seine Angst und merkt, dass seine Bedenken unsinnig waren. Ein Lächeln kommt über ihn. Doch plötzlich klettert aus dem Abfluss eine Ranke empor und stranguliert den ersten Mann zu Tode. Der zweite Mann dagegen sieht dem Spektakel mit einem Lächeln zu und schreibt nach dem Tod des ersten etwas in ein Notizbuch – was er schreibt wird nicht gezeigt. Nachdem dies passiert ist, steht der zweite Mann auf, nimmt die Schuhe des ersten, wirft diese in einen Schrank – in dem sich schon mehrere weitere Paare befinden – und verlässt den Raum. 
Diese gesamte Szene wird ohne jegliche Emotionen gezeigt – nur ein gelegentliches Lächeln verwirrt von Zeit zu Zeit. Der Film endet damit, dass sich die Ranke in den Mund des toten Mannes schlängelt.

## Hintergründe
Das Budget betrug etwa 500 Dollar. Gedreht wurde im Juli 1966.